# Vízilabda az 1924. évi nyári olimpiai játékokon
Az 1924. évi nyári olimpiai játékokon a vízilabdatornát július 13. és 20. között rendezték. A tornát a francia csapat nyerte, a magyar válogatott az ötödik helyen végzett.

## Éremtáblázat
(A rendező ország csapata eltérő háttérszínnel, az egyes számoszlopok legmagasabb értéke, vagy értékei vastagítással kiemelve.)
| Az 1924. évi nyári olimpiai játékok éremtáblázata vízilabdában | Az 1924. évi nyári olimpiai játékok éremtáblázata vízilabdában | Az 1924. évi nyári olimpiai játékok éremtáblázata vízilabdában | Az 1924. évi nyári olimpiai játékok éremtáblázata vízilabdában | Az 1924. évi nyári olimpiai játékok éremtáblázata vízilabdában | Olimpia  |
| -------------------------------------------------------------- | -------------------------------------------------------------- | -------------------------------------------------------------- | -------------------------------------------------------------- | -------------------------------------------------------------- | -------- |
|                                                                | Ország                                                         | Arany                                                          | Ezüst                                                          | Bronz                                                          | Összesen |
| 1.                                                             | Franciaország (FRA)                                            | 1                                                              | 0                                                              | 0                                                              | 1        |
|                                                                |                                                                |                                                                |                                                                |                                                                |          |
| 2.                                                             | Belgium (BEL)                                                  | 0                                                              | 1                                                              | 0                                                              | 1        |
|                                                                |                                                                |                                                                |                                                                |                                                                |          |
| 3.                                                             | Egyesült Államok (USA)                                         | 0                                                              | 0                                                              | 1                                                              | 1        |
|                                                                |                                                                |                                                                |                                                                |                                                                |          |
| Összesen                                                       | Összesen                                                       | 1                                                              | 1                                                              | 1                                                              | 3        |

## Érmesek
| Az 1924. évi nyári olimpiai játékok érmesei vízilabdában                                                                                           | Az 1924. évi nyári olimpiai játékok érmesei vízilabdában | Az 1924. évi nyári olimpiai játékok érmesei vízilabdában | Az 1924. évi nyári olimpiai játékok érmesei vízilabdában |
| --- | --- | --- | -------------------------------------------------------- |
| Arany | Ezüst | Bronz |                                                          |
| Franciaország (FRA) | Belgium (BEL) | Egyesült Államok (USA) |                                                          |
| Albert Deborgies Noël Delberghe Robert Desmettre Paul Dujardin Albert Mayaud Henri Padou Georges Rigal R. Bertrand A. Fasani Jean Lasquin L. Perol | Gérard Blitz Maurice Blitz Joseph Cludts Joseph de Combe Pierre Dewin Albert Durant Georges Fleurix Paul Gailly Joseph Pletinckx Jules Thiry Pierre Vermetten | Arthur Austin Oliver Horn Fred Lauer George Mitchell John Norton Wally O’Connor George Schroth Herbert Vollmer Johnny Weissmuller Elmer Collett Henry Jamison Handy |                                                          |

## Mérkőzések

### Az aranyéremért

#### 1. forduló
| 1924. július 13. | Svédország (SWE) | 7 – 0 | Olaszország (ITA) |  |
| 1924. július 13. |                  |       |                   |  |
| 1924. július 13. |                  |       |                   |  |

| 1924. július 13. | Magyarország (HUN) | 7 – 6 | Nagy-Britannia (GBR) |  |
| 1924. július 13. |                    |       |                      |  |
| 1924. július 13. |                    |       |                      |  |

| 1924. július 13. | Franciaország (FRA) | 3 – 1 | Egyesült Államok (USA) |  |
| 1924. július 13. |                     |       |                        |  |
| 1924. július 13. |                     |       |                        |  |

| 1924. július 14. | Hollandia (NED) | 7 – 0 | Svájc (SUI) |  |
| 1924. július 14. |                 |       |             |  |
| 1924. július 14. |                 |       |             |  |

| 1924. július 14. | Csehszlovákia (TCH) | 6 – 1 | Görögország (GRE) |  |
| 1924. július 14. |                     |       |                   |  |
| 1924. július 14. |                     |       |                   |  |

#### Negyeddöntők
| 1924. július 15. | Svédország (SWE) | 9 – 0 | Spanyolország (ESP) |  |
| 1924. július 15. |                  |       |                     |  |
| 1924. július 15. |                  |       |                     |  |

| 1924. július 15. | Csehszlovákia (TCH) | 4 – 2 | Írország (IRL) |  |
| 1924. július 15. |                     |       |                |  |
| 1924. július 15. |                     |       |                |  |

| 1924. július 15. | Belgium (BEL) | 7 – 2 | Magyarország (HUN) |  |
| 1924. július 15. |               |       |                    |  |
| 1924. július 15. |               |       |                    |  |

| 1924. július 15. | Franciaország (FRA) | 6 – 3 | Hollandia (NED) |  |
| 1924. július 15. |                     |       |                 |  |
| 1924. július 15. |                     |       |                 |  |

#### Elődöntők
| 1924. július 16. | Belgium (BEL) | 5 – 1 | Csehszlovákia (TCH) |  |
| 1924. július 16. |               |       |                     |  |
| 1924. július 16. |               |       |                     |  |

| 1924. július 16. | Franciaország (FRA) | 4 – 2 | Svédország (SWE) |  |
| 1924. július 16. |                     |       |                  |  |
| 1924. július 16. |                     |       |                  |  |

#### Döntő
| 1924. július 17. | Franciaország (FRA) | 3 – 0 | Belgium (BEL) |  |
| 1924. július 17. |                     |       |               |  |
| 1924. július 17. |                     |       |               |  |

| Az 1924. évi nyári olimpiai játékok férfi vízilabdatornájának olimpiai bajnoka |
| · FRANCIAORSZÁG · 1. cím                                                       |
| ------------------------------------------------------------------------------ |

### Az ezüstéremért
- Azok a csapatok mérkőztek, amelyek az aranyérmes Franciaországtól kaptak ki.

| 1924. július 18. | Belgium (BEL) | 4 – 3 | Svédország (SWE) |  |
| 1924. július 18. |               |       |                  |  |
| 1924. július 18. |               |       |                  |  |

| 1924. július 18. | Egyesült Államok (USA) | 4 – 2 | Hollandia (NED) |  |
| 1924. július 18. |                        |       |                 |  |
| 1924. július 18. |                        |       |                 |  |

#### Mérkőzés az ezüstéremért
| 1924. július 19. | Belgium (BEL) | 2 – 1 | Egyesült Államok (USA) |  |
| 1924. július 19. |               |       |                        |  |
| 1924. július 19. |               |       |                        |  |

### A bronzéremért
| 1924. július 18. | Magyarország (HUN) | 7 – 0 | Csehszlovákia (TCH) |  |
| 1924. július 18. |                    |       |                     |  |
| 1924. július 18. |                    |       |                     |  |

| 1924. július 19. | Svédország (SWE) | 4 – 1 | Magyarország (HUN) |  |
| 1924. július 19. |                  |       |                    |  |
| 1924. július 19. |                  |       |                    |  |

| 1924. július 20. | Egyesült Államok (USA) | 3 – 2 | Svédország (SWE) |  |
| 1924. július 20. |                        |       |                  |  |
| 1924. július 20. |                        |       |                  |  |

## Végeredmény
| Helyezés | Csapat                 | M | Gy | D | V | G+ | G– | Gk  | P |
| -------- | ---------------------- | - | -- | - | - | -- | -- | --- | - |
| Arany    | Franciaország (FRA)    | 4 | 4  | 0 | 0 | 16 | 6  | +10 | 8 |
| Ezüst    | Belgium (BEL)          | 5 | 4  | 0 | 1 | 18 | 10 | +8  | 8 |
| Bronz    | Egyesült Államok (USA) | 4 | 2  | 0 | 2 | 9  | 9  | 0   | 4 |
| 4.       | Svédország (SWE)       | 6 | 3  | 0 | 3 | 27 | 12 | +15 | 0 |
|          |                        |   |    |   |   |    |    |     |   |
| 5.       | Magyarország (HUN)     | 4 | 2  | 0 | 2 | 17 | 17 | 0   | 4 |
| 6.       | Csehszlovákia (TCH)    | 4 | 2  | 0 | 2 | 11 | 15 | –4  | 4 |
| 7.       | Hollandia (NED)        | 3 | 1  | 0 | 2 | 12 | 10 | +2  | 2 |
| 8.       | Írország (IRL)         | 1 | 0  | 0 | 1 | 2  | 4  | –2  | 0 |
| 8.       | Spanyolország (ESP)    | 1 | 0  | 0 | 1 | 0  | 9  | –9  | 0 |
|          |                        |   |    |   |   |    |    |     |   |
| 10.      | Görögország (GRE)      | 1 | 0  | 0 | 1 | 1  | 6  | –5  | 0 |
| 10.      | Nagy-Britannia (GBR)   | 1 | 0  | 0 | 1 | 6  | 7  | –1  | 0 |
| 10.      | Olaszország (ITA)      | 1 | 0  | 0 | 1 | 0  | 7  | –1  | 0 |
| 10.      | Svájc (SUI)            | 1 | 0  | 0 | 1 | 0  | 7  | –7  | 0 |